# Arcadius-Forum

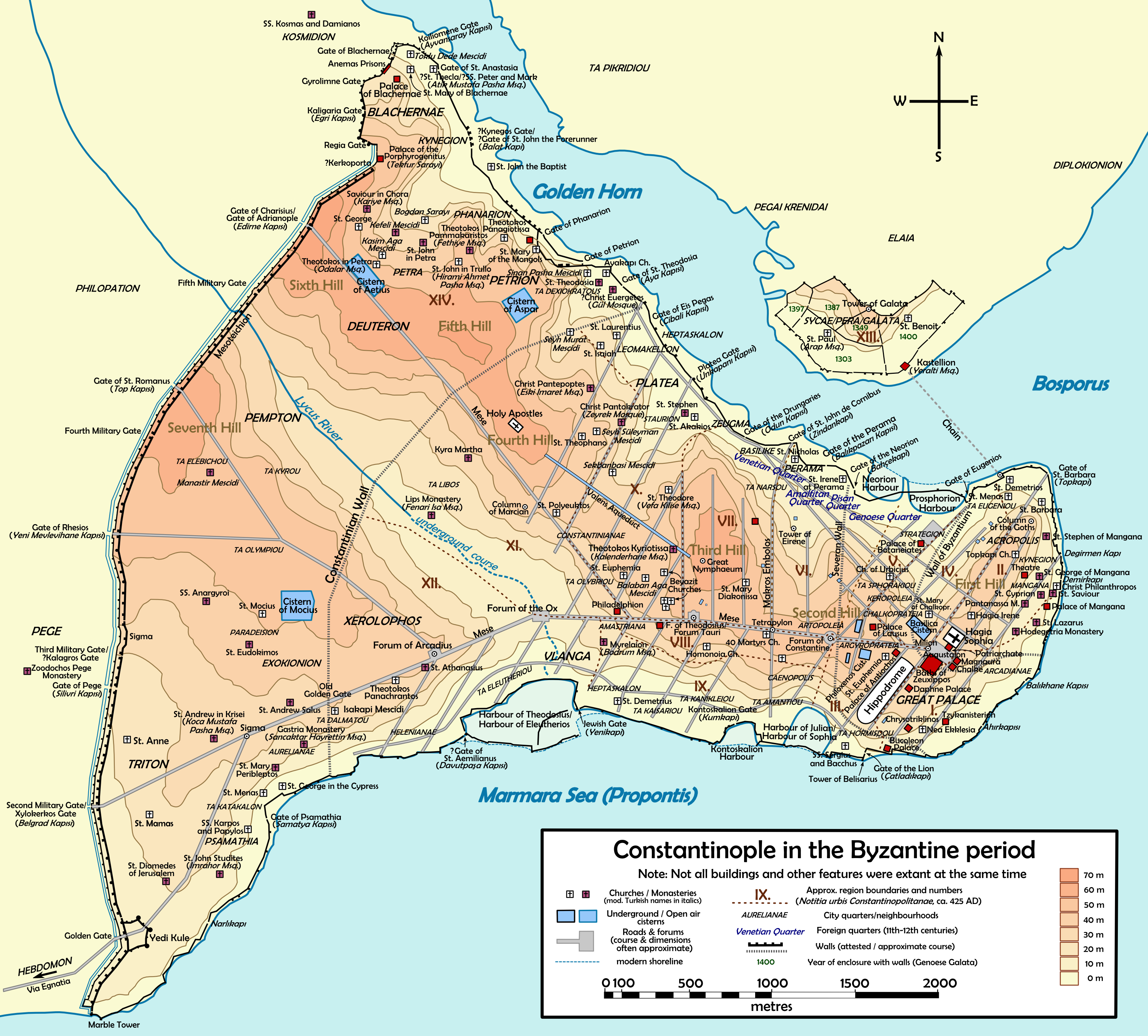
Karte des byzantinischen Konstantinopel

Das Arcadius-Forum (lateinisch Forum Arcadii, griechisch Φόρος τοῦ Ἀρκαδίου) war ein Forum im byzantinischen Konstantinopel (heute Istanbul).

## Lage
Das Arcadius-Forum wurde in der Region Xerolophos am Fuß des siebten Hügels von Konstantinopel in der Region XII erbaut und war das westlichste Forum entlang der südwestlichen Achse der Hauptstraße Mese und das letzte Forum vor der Theodosianischen Mauer und dem Goldenen Tor nach dem Theodosius-Forum, dem Forum des Konstantin, dem Forum Bovis und dem Amastrianum. Vermutlich diente der Platz zeremoniellen Zwecken. Heute ist von dem Platz nichts erhalten. Nur der Sockel der Säule steht noch eng zwischen zwei Häusern in der Haseki Kadın Sokak im Stadtviertel Cerrahpaşa im Istanbuler Stadtbezirk Fatih.

## Geschichte
Das Arcadius-Forum wurde im Jahr 403 von dem byzantinischen Kaiser Arcadius errichtet und nach dessen frühem Tod von seinem Sohn Theodosius II. im Jahr 421 vollendet.
Nach der osmanischen Eroberung Konstantinopels im Jahr 1453 wurde das Forum umgebaut zu einem mit Holzhäusern bestandenen Basar, dem Avrat Pazarı oder Frauenbasar, der fälschlich mit einem Sklavenmarkt nahe dem Nur-u Osmaniye gleichgesetzt wurde, auf dem weibliche Sklaven feilgeboten wurden. Allerdings wurden hier Cariye angeboten, die als Konkubinen eine andere rechtliche Stellung als Sklavinnen hatten. Die Praxis wurde 1847 unter Mustafa Reşid Pascha verboten.

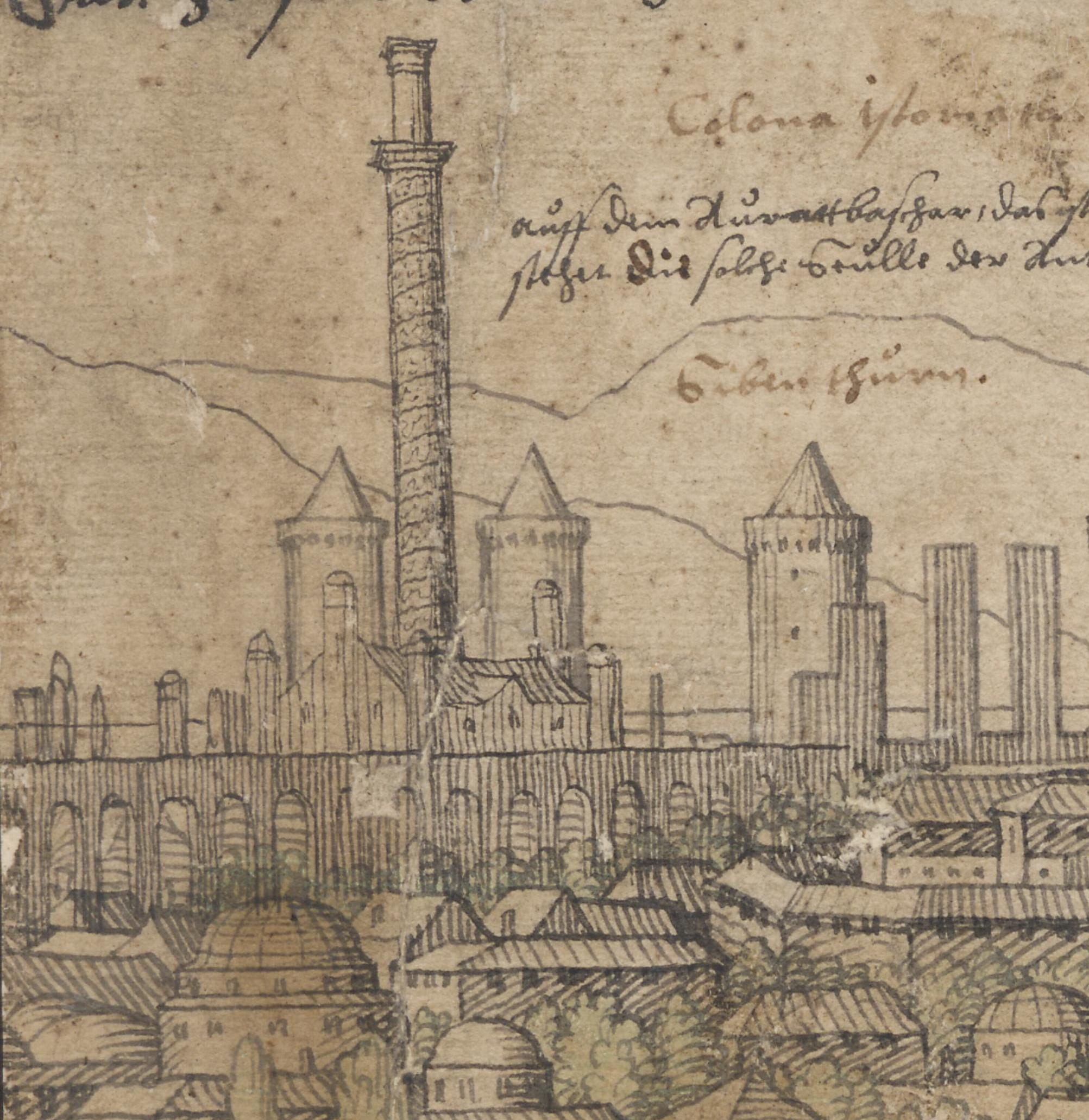
Blick über Konstantinopel von Melchior Lorck (1559). Links ist die Arcadiussäule zu erkennen.

Die Statue wurde bei einem Erdbeben im Jahr 542 und durch einen Blitzeinschlag im Jahr 549 beschädigt. Ein Erdbeben im Jahr 740 zerstörte die Statue, weil sie von der Säule fiel. Die beschädigte Säule wurde mit Eisenringen gesichert und musste im Jahr 1715 abgerissen werden, weil sie drohte, auf die benachbarten Häuser zu stürzen. Heute sind nur Überreste der Säulenbasis und des Sockels vorhanden und einige Fragmente des Reliefs, die im Archäologischen Museum Istanbul gezeigt werden.

## Architektur
Im Zentrum des Platzes stand die Arcadius-Säule. Der Schaft der Säule war mit einem spiralförmig sich nach oben schraubenden Reliefband geschmückt das militärische Triumphe des Kaisers feierte. Auf dem Sockel sind Mitglieder der Kaiserfamilie, Militärpersonen und hohe Verwaltungsbeamte, aber auch christliche Motive abgebildet. Auf der mehr als 50 Meter hohen Säule stand ein Reiterstandbild von Arcadius, das 421 sein Sohn und Nachfolger Theodosius II. installieren ließ. Im rund vier Meter hohen Sockel aus großen Marmorblöcken war eine kleine Kammer untergebracht, die als Eingang zur Wendeltreppe in der Säule diente. Der Eingang war auf der schmucklosen Nordseite. Der Schaft der Säule selbst war ca. 3,6 Meter dick und zwischen 36 Meter und 40 Meter hoch. Die Wendeltreppe im Innern hatte 233 Stufen und wurde durch 56 Fenster erleuchtet.
Um den Platz herum könnten Hallen und Exedren gestanden haben.